# František Pražský
František Pražský (asi 1290 – po 1353, tradičně 1362) byl kronikář doby Karla IV.

## Život
Místo a datum narození a úmrtí nejsou známa. V duchovenstvu svatovítského chrámu byl kaplanem a zpovědníkem biskupů Jana IV. z Dražic (asi 1260–1343) a Arnošta z Pardubic (1297 – 1364). Vzdělání obdržel v Praze nebo na Vyšehradě, v roce 1323 pobýval v Římě, kam se pravděpodobně též vydal za studiem. Datum úmrtí není známo, literatura tradičně uváděla rok 1362, nicméně tento údaj není dobovými prameny doložen.

## Kronika Františka Pražského
Z koncepce kroniky Františka Pražského se usuzuje na jeho dobré vzdělání, ale na menší nadání jako historika. Líčil události s malým smyslem pro souvislosti; ve srovnání s kronikou Petra Žitavského nedosahuje dílo Františka Pražského jeho hodnoty literární a má i menší hodnotu jako historický pramen.
Latinsky psanou kroniku zpracoval ve dvou redakcích. První začal psát roku 1341 na popud biskupa Jana z Dražic, (kterému ji věnoval a o kterém uváděl oslavné zmínky); základem mu byla Zbraslavská kronika spolu s dalšími podklady. Popsání let 1343-1353 je jeho vlastní prací.
Asi v letech 1353-1354 kroniku přepracoval a věnoval ji Karlu IV. Tato verze se soustřeďuje na události související s markrabětem a pozdějším králem Karlem IV.; a omezuje oslavu biskupa Jana z Dražic; často útočila na císařova otce Jana Lucemburského a Karel IV. ji proto nechal přepracovat svým dvorním kronikářem Benešem Krabicem z Weitmile "podle úmyslu pana císaře".

## České překlady
- BLÁHOVÁ, Marie, ed. et al. Kroniky doby Karla IV. 1. vyd. Praha: Svoboda, 1987. 647 s. cnb000038226. Oddíl František Pražský: „Kronika" (přeložila Marie Bláhová), s. 55–172.